# Pégase dans l'art

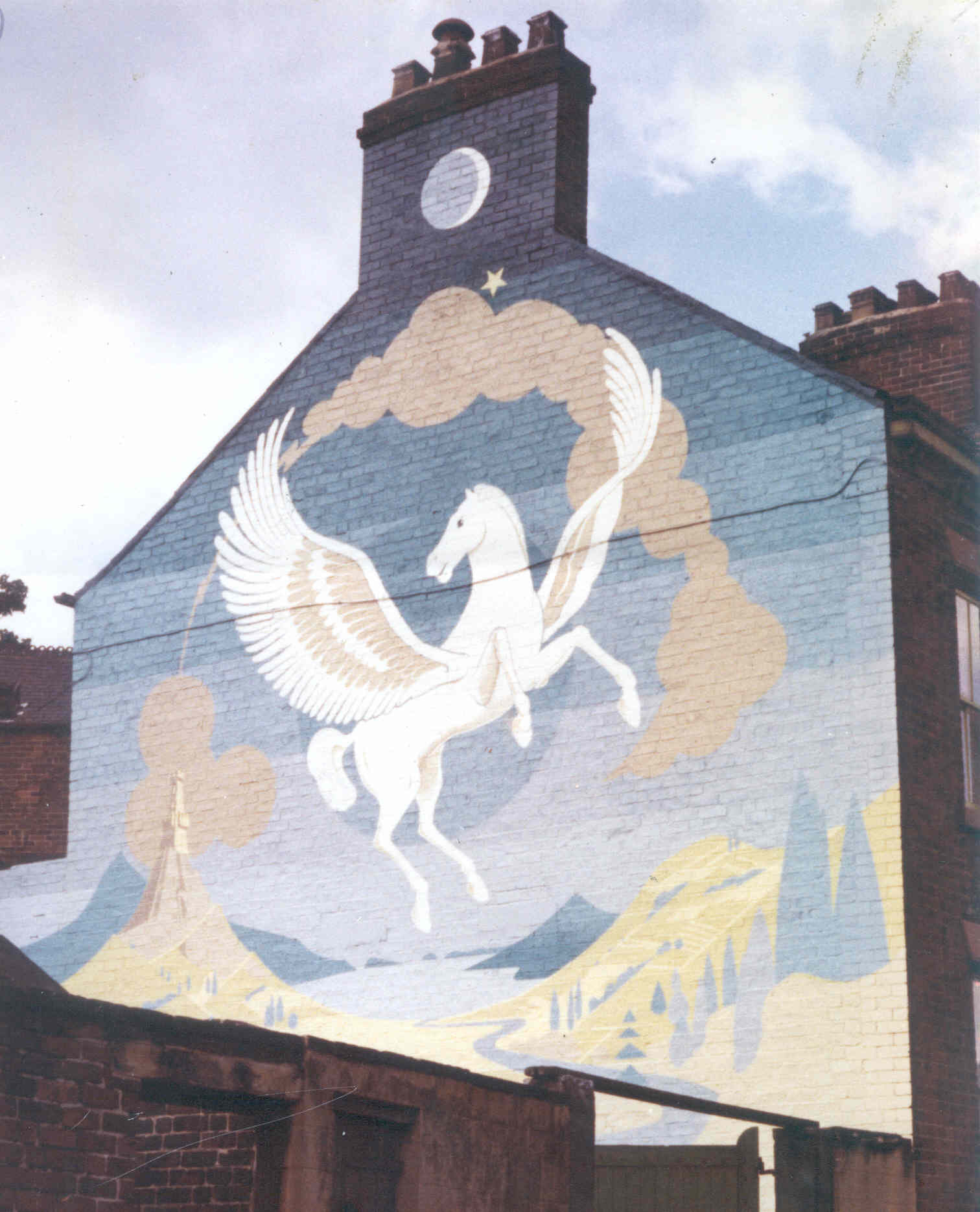
Peinture murale "Birth of Pegasus" par l'artiste Steve Field à Pye Bank

Les représentations de Pégase dans l'art sont nombreuses, même après l'époque antique où est née sa légende, et ses représentations sont demeurées sur tous les types de supports. Ce cheval ailé mythique a traversé toutes les époques en marquant une immense variété de formes d'art par sa présence.

## Art antique
Les plus anciens chevaux ailés représentés semblent être d'origine orientale, ils apparaissent sur des intailles de l'époque mycénienne mais en l'absence d'autre élément, il est impossible de savoir si ces chevaux représentent Pégase ou pas. On voit également des chevaux ailés dans les frises d'animaux ornant la céramique orientalisante. La première représentation attestée de Pégase date du VIIe siècle av. J.-C., il s'agit d'un combat au sol contre la Chimère. Dès le milieu du VIIe siècle av. J.-C., Pégase est représenté en vol, ce qui reste la règle jusqu'à l'époque archaïque, où il est représenté luttant seul contre la Chimère. Pégase est figuré le plus souvent seul, ou accompagné de Bellérophon combattant la Chimère, auquel cas la représentation la plus fréquente montre le héros en selle, brandissant une lance face à la Chimère. Une tradition de l'époque archaïque veut que le héros mette pied à terre avant de combattre et on en retrouve des représentations dans l'art grec antique mettant en scène le combat contre la Chimère. On retrouve Pégase aux côtés des Muses (thème fréquent et particulièrement en Afrique), lors de sa naissance avec Méduse, ou encore capturé près de la fontaine de Pirène, où il est le plus souvent représenté tentant de s'envoler tandis que Bellérophon le retient. La Description de la Grèce de Pausanias atteste que Pégase était une figure ornementale dans l'art antique : à Corinthe, où l'on rendait un culte héroïque à Bellérophon, une statue de ce héros et du cheval Pégase décorait le temple de Poséïdon. « La plus remarquable des fontaines de Corinthe » était un Bellérophon placé auprès d'Artémis, monté sur Pégase, l'eau sortant d'un sabot du cheval.
On retrouve Pégase sur des casques, des médailles et des assiettes antiques.

### Poteries grecques
Il figure aussi sur de nombreuses céramiques attiques à figures noires ou rouges, principalement retrouvées en Grèce et dans les régions avoisinantes.

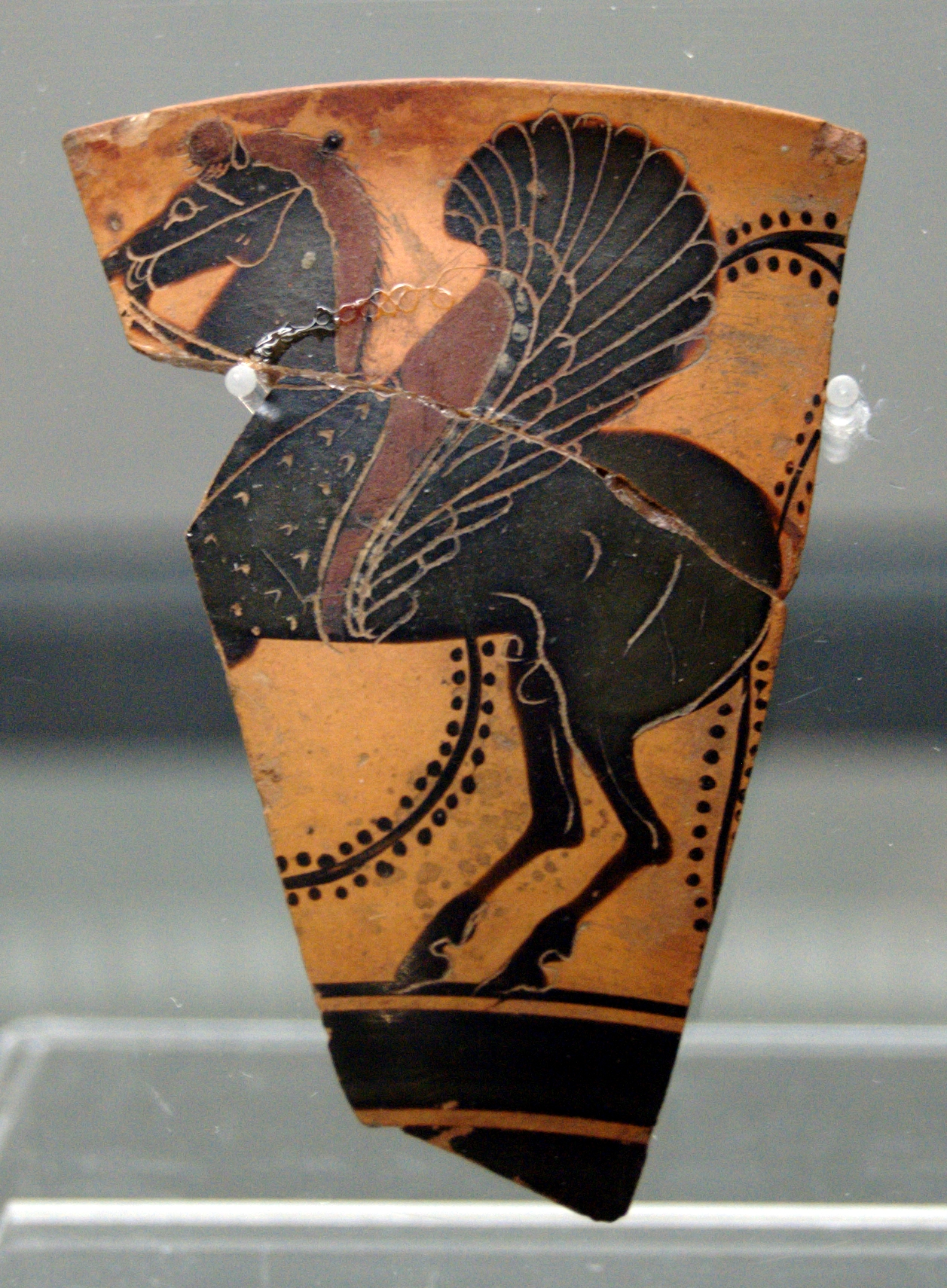
Pégase. Fragment attique à figures noires, fin du VIe siècle av. J.-C.
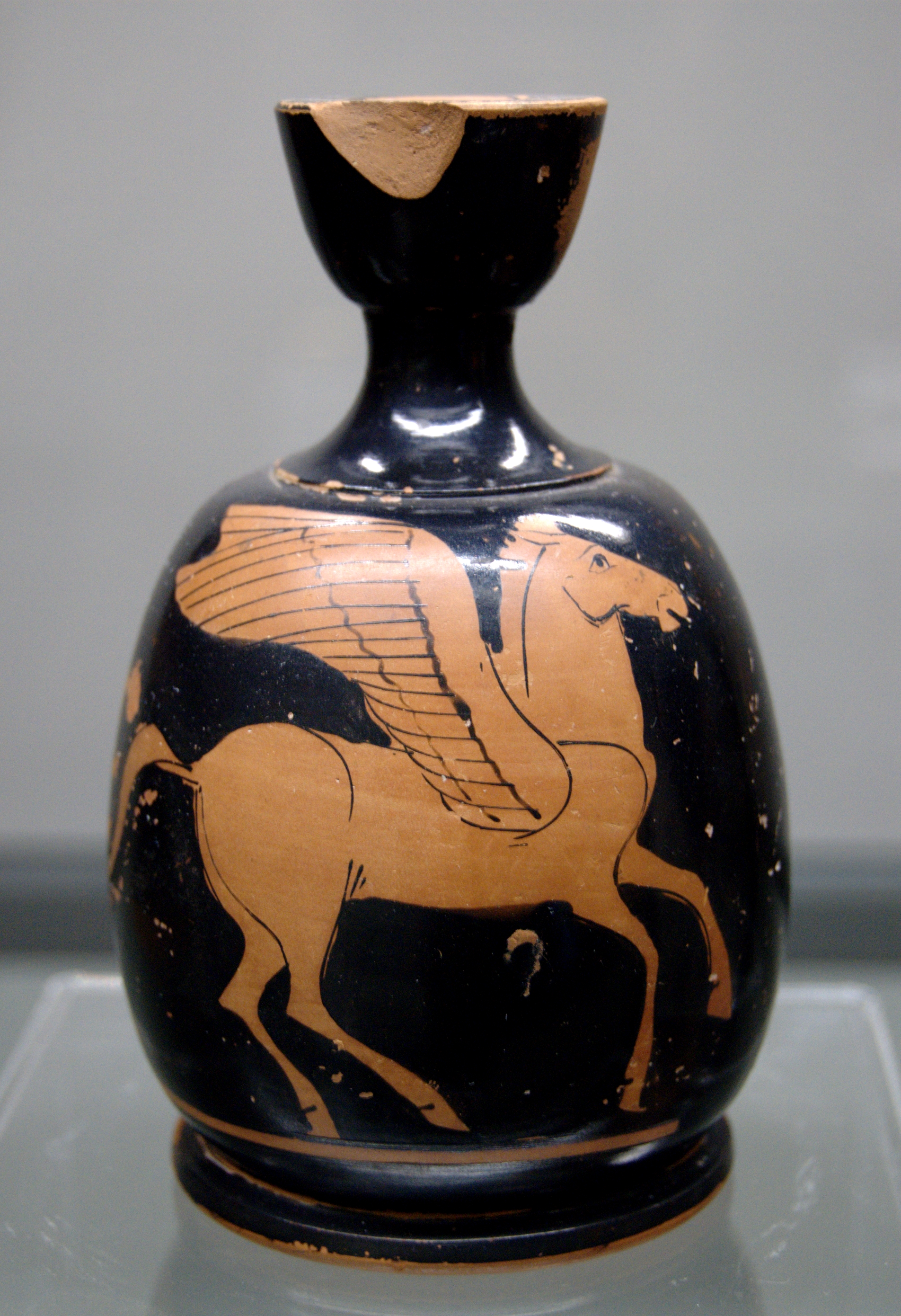
Pégase. Lécythe aryballisque attique à figures rouges, 480-460 av. J.-C. Provenance : Sicile.

### Objets de décoration et figurines grecs

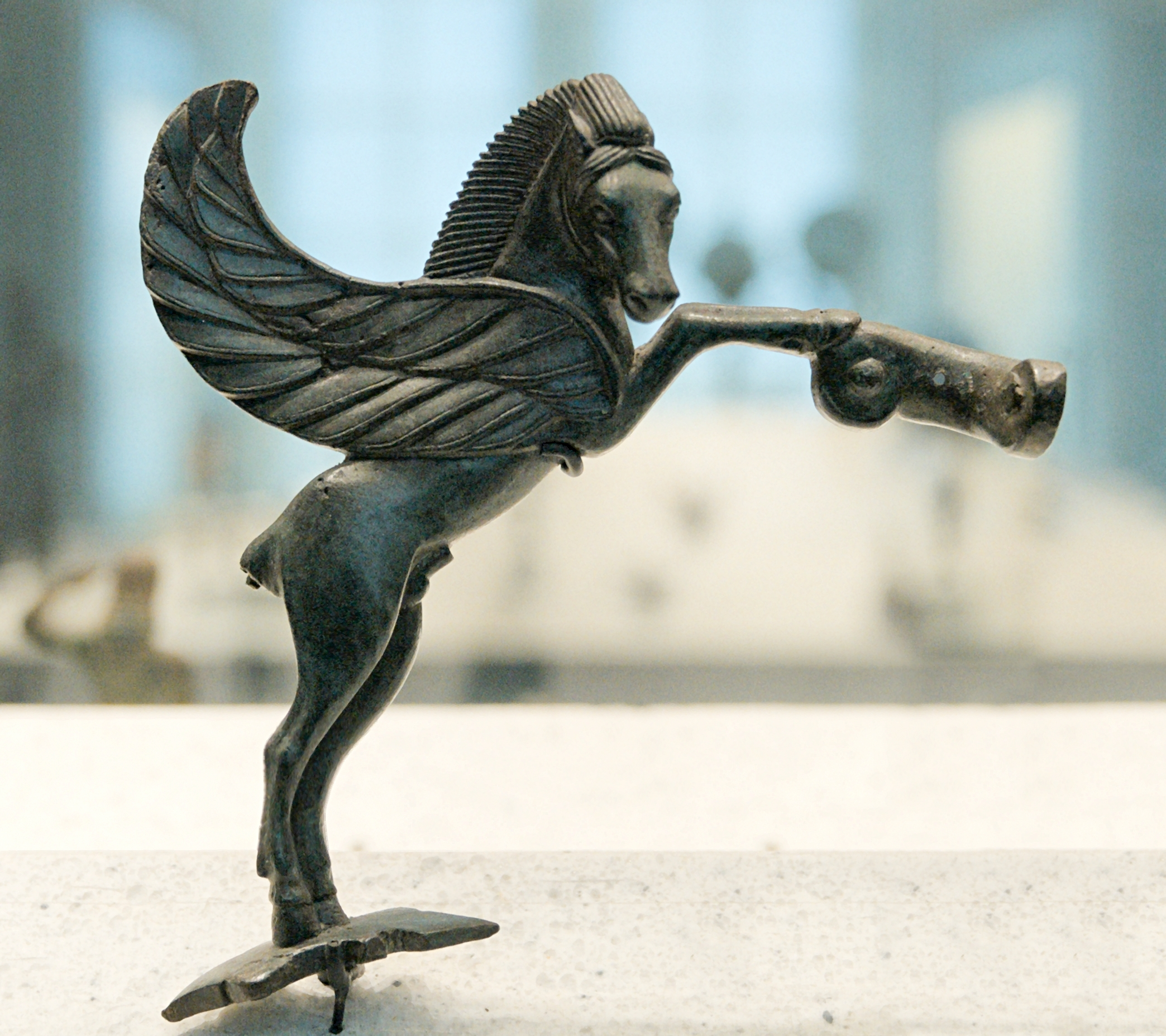
Figurine en bronze, fabriquée dans un atelier de Grèce du Nord-Ouest, VIe siècle av. J.-C.
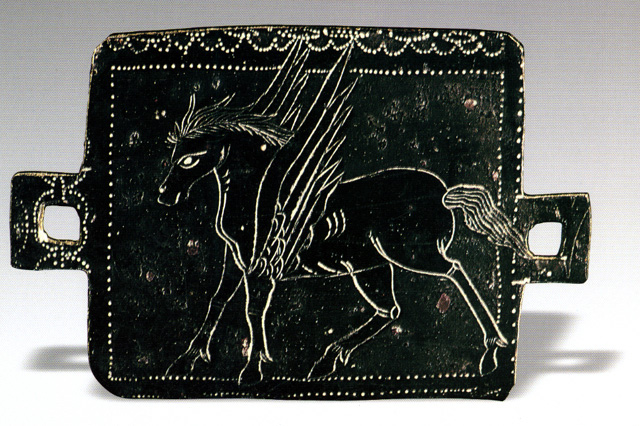
Plat en bronze de l'époque parthe représentant Pégase (Pegaz en perse). Trouvée à Masjed Soleiman, Khuzestan, en Iran.
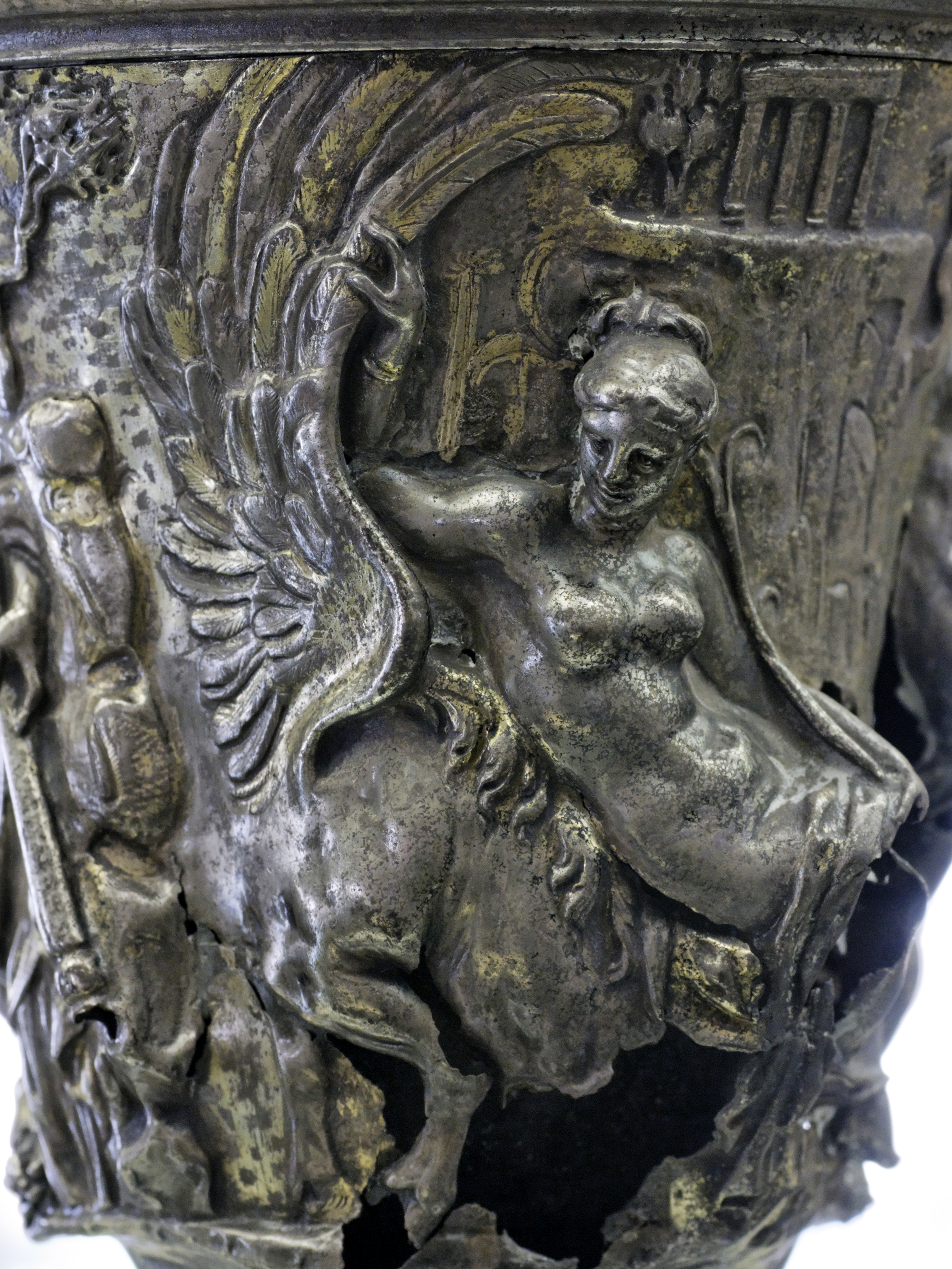
Nymphe de rivière avec Pégase non loin du sanctuaire d'Aphrodite à Acrocorinthe, détail d'une coupe dédiée à Mercure par Q. Domitius Tutus. Argent repoussé rehaussé d'or, Italie, milieu du Ier siècle ap. J.-C. Provenance : trésor de Berthouville, 1830.

### Art romain

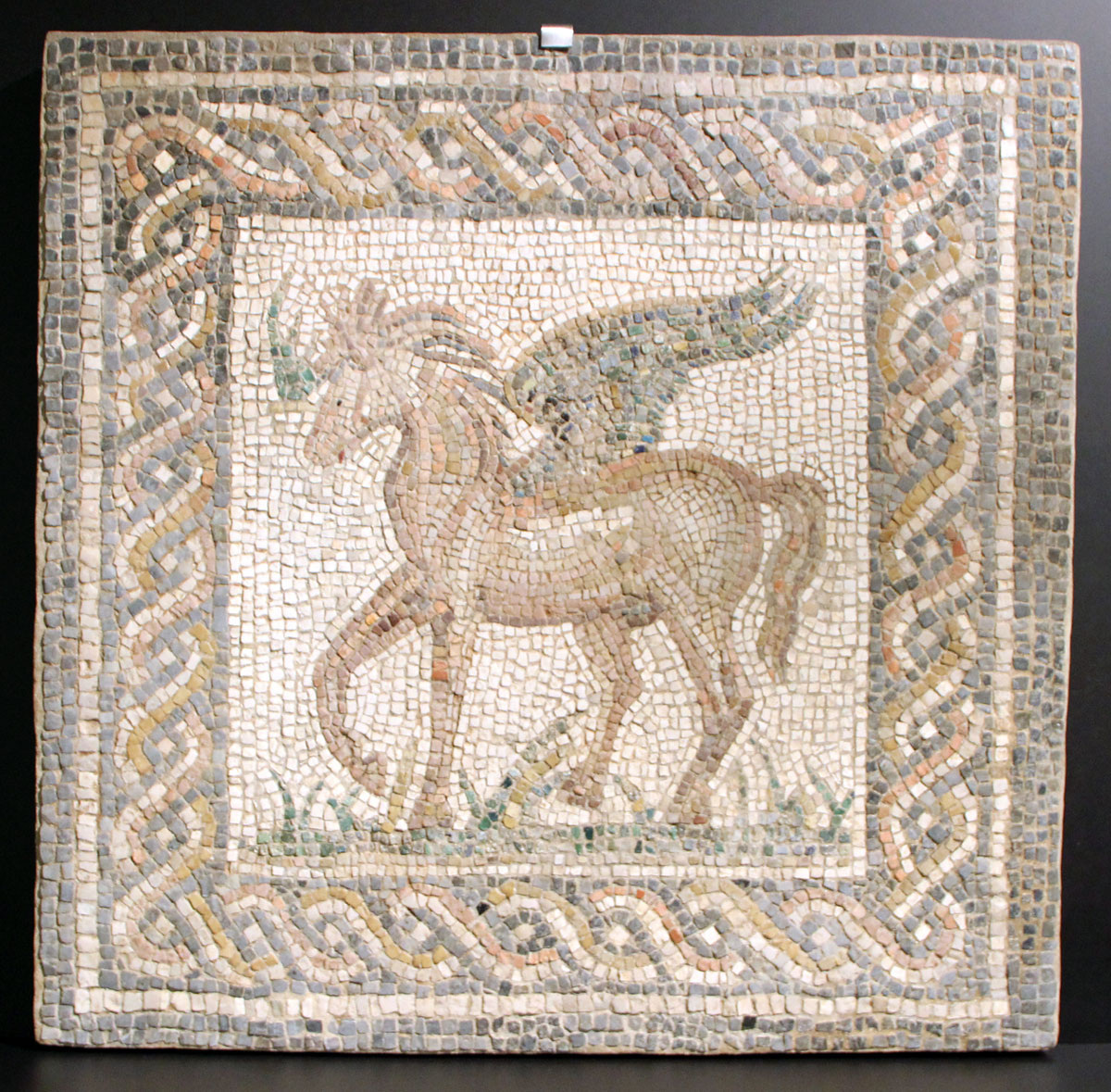
Mosaïque romaine du IIe s. découverte à Cordoue. Musée archéologique.

Le mythe de Pégase a été repris par les romains avant l'essor du christianisme, il semble avoir bénéficié d'une large diffusion puisqu'on a retrouvé une représentation de Pégase et Bellérophon sur un sarcophage romain conservé dans l'actuelle Algérie, d'autres représentations en Lycie, ou encore à Athènes, en Sicile et en Iran.
13 mosaïques représentant le combat de Bellérophon monté sur Pégase contre la Chimère ont été retrouvées lors de fouilles archéologiques dans des villas en Europe. Elles associent des symboles chrétiens à Bellérophon et Pégase. Le combat contre la Chimère était alors interprété comme celui du bien victorieux sur le mal, et Bellérophon prenait les attributs de Jésus Le mythe de a donc été christianisé dès le IVe siècle, lors de la réhabilitation partielle de la mythologie.

## Art médiéval
Au Moyen Âge, l'art des miniatures laissait une place de choix à la licorne, concernant le Pégase grec, les œuvres sont peu nombreuses et incluent une tapisserie de l'histoire de Persée.

## Renaissance
Il faut attendre la Renaissance pour voir l’image de Pégase reprise, surtout au XVIe siècle où elle figure la « Renommée » acquise par la pratique de la vertu. Elle illustre un manuscrit de l’histoire des deux destructions de Troie qui comportait le récit des mythes de Bellérophon et de Persée, provenant de la bibliothèque des Augustins déchaussés de Lyon. Ce manuscrit fut exécuté pour Louis XII lorsqu’il était encore duc d’Orléans. Il fut probablement offert à Charles Guillard qui fit exécuter une miniature de Pégase chargé d’un phylactère à sa devise. Le regain d'intérêt pour la mythologie grecque à la Renaissance permet au mythe de Pégase d'être sublimé par la peinture, la littérature, et la sculpture jusqu'à l'époque actuelle.

### Sculpture et bas-relief
On trouve également un très grand nombre de sculptures de Pégase en Italie, notamment dans la région de Toscane et près de la ville de Florence.

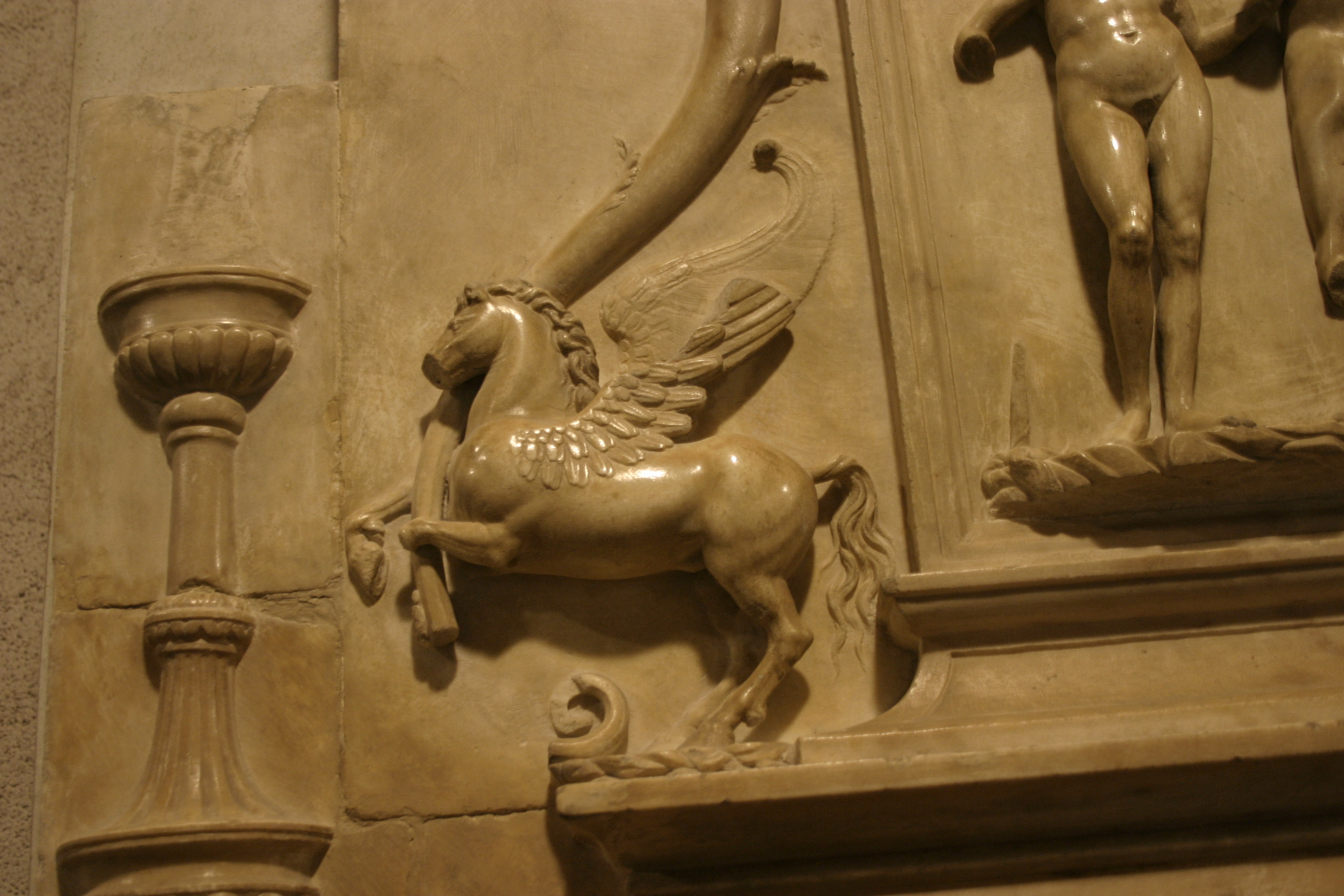
Pégase. Détail du monument funéraire du poète Lancino Curzio, San Marco à Milan, 1513.
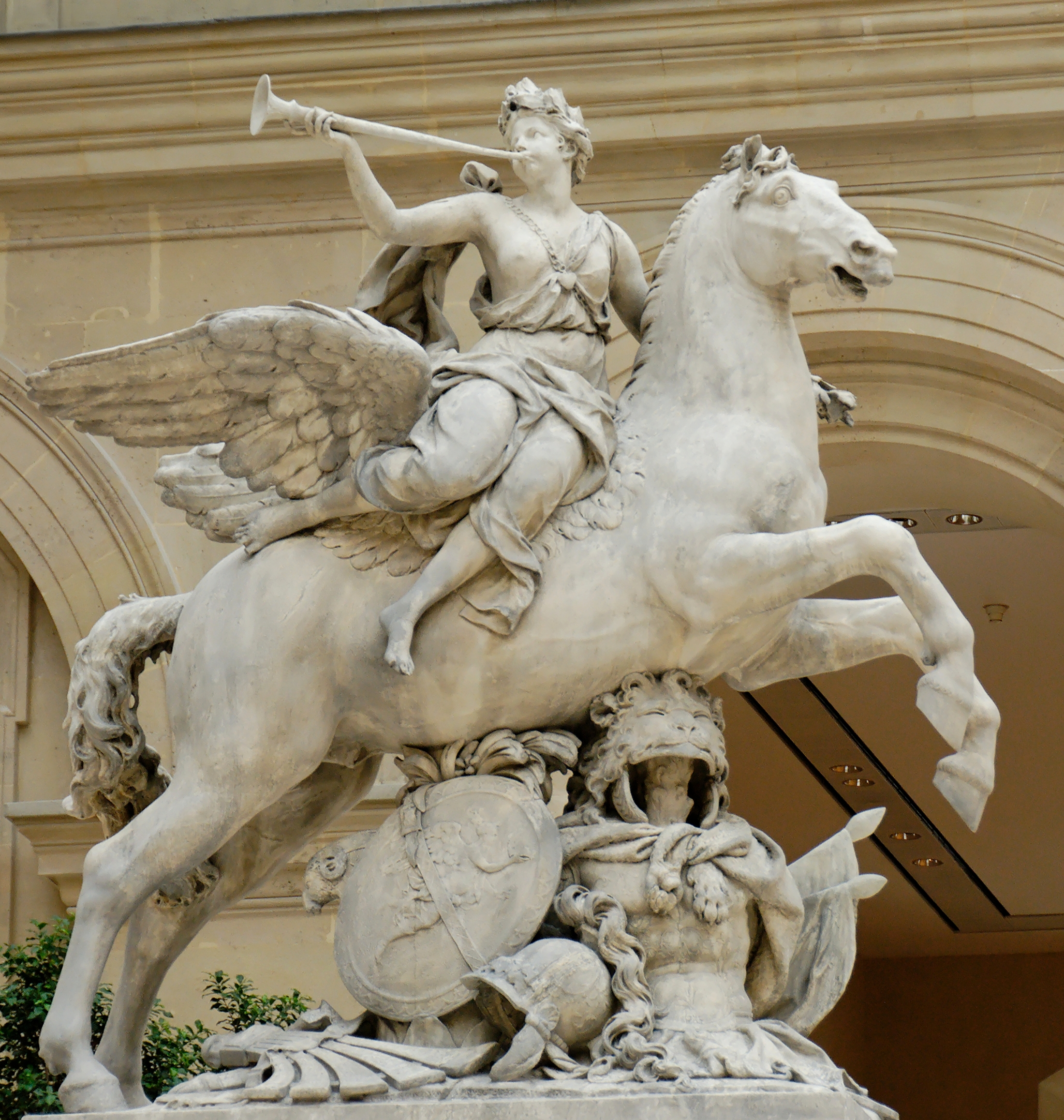
La Renommée du Roi montée sur Pégase d'Antoine Coysevox, musée du Louvre. Commandé en 1699 pour le parc de Marly, transféré en 1719 à l'entrée des Tuileries, remplacé par des copies.
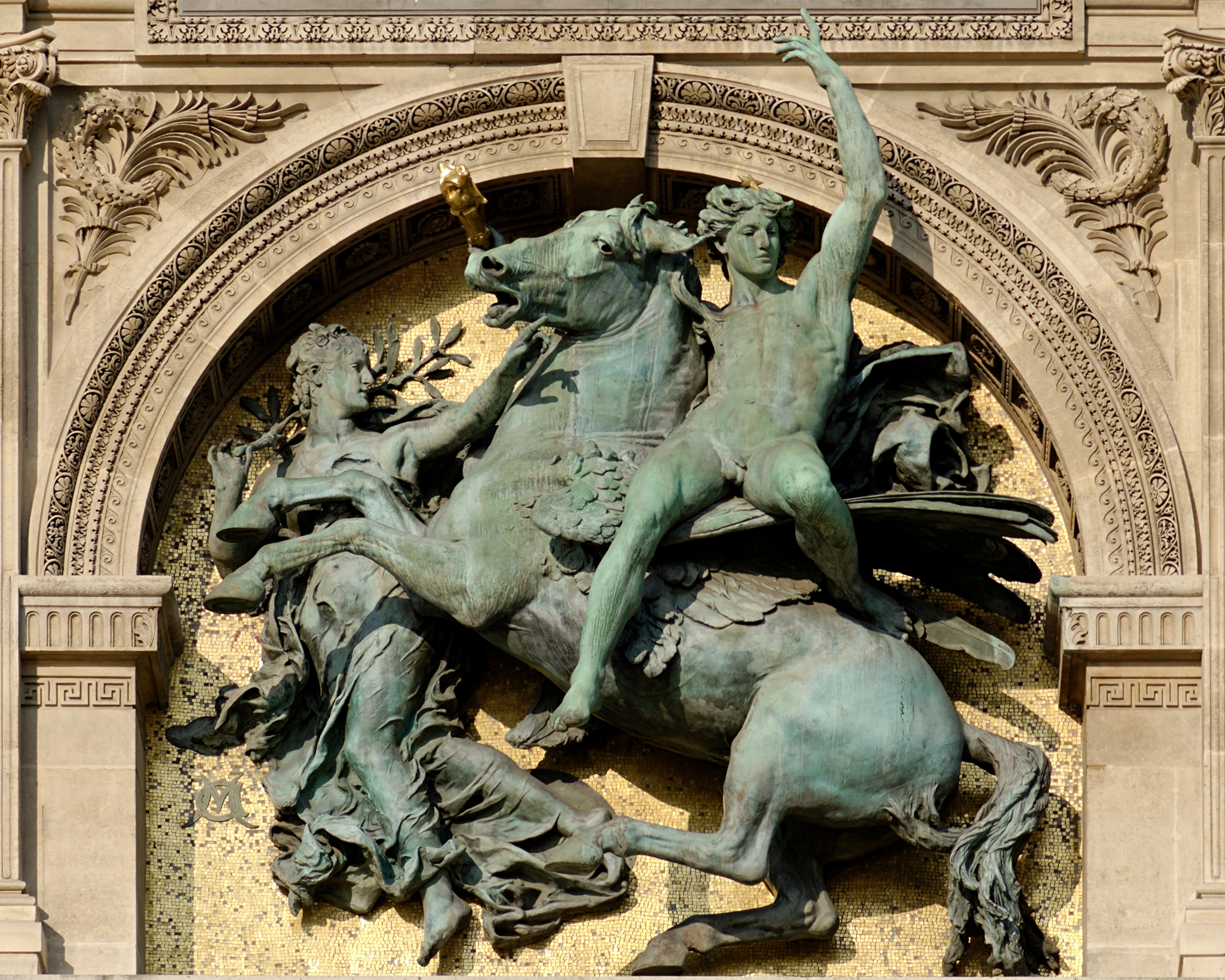
Le Génie des Arts par Antonin Mercié). Cuivre martelé, 1877. Guichet du Louvre, Paris.

Les deux sculptures d'Antoine Coysevox nommées La Renommée du Roi représentent de véritables prouesses techniques. Commandées par Louis XIV pour la décoration du parc de Marly, Hermès (le messager de la paix) et la Renommée y chevauchent Pégase, symbole de la poésie, qui foule des trophées guerriers de ses sabots. La sculpture loue donc les qualités à la fois guerrières et pacifistes du roi. Elles sont toujours visibles de nos jours.

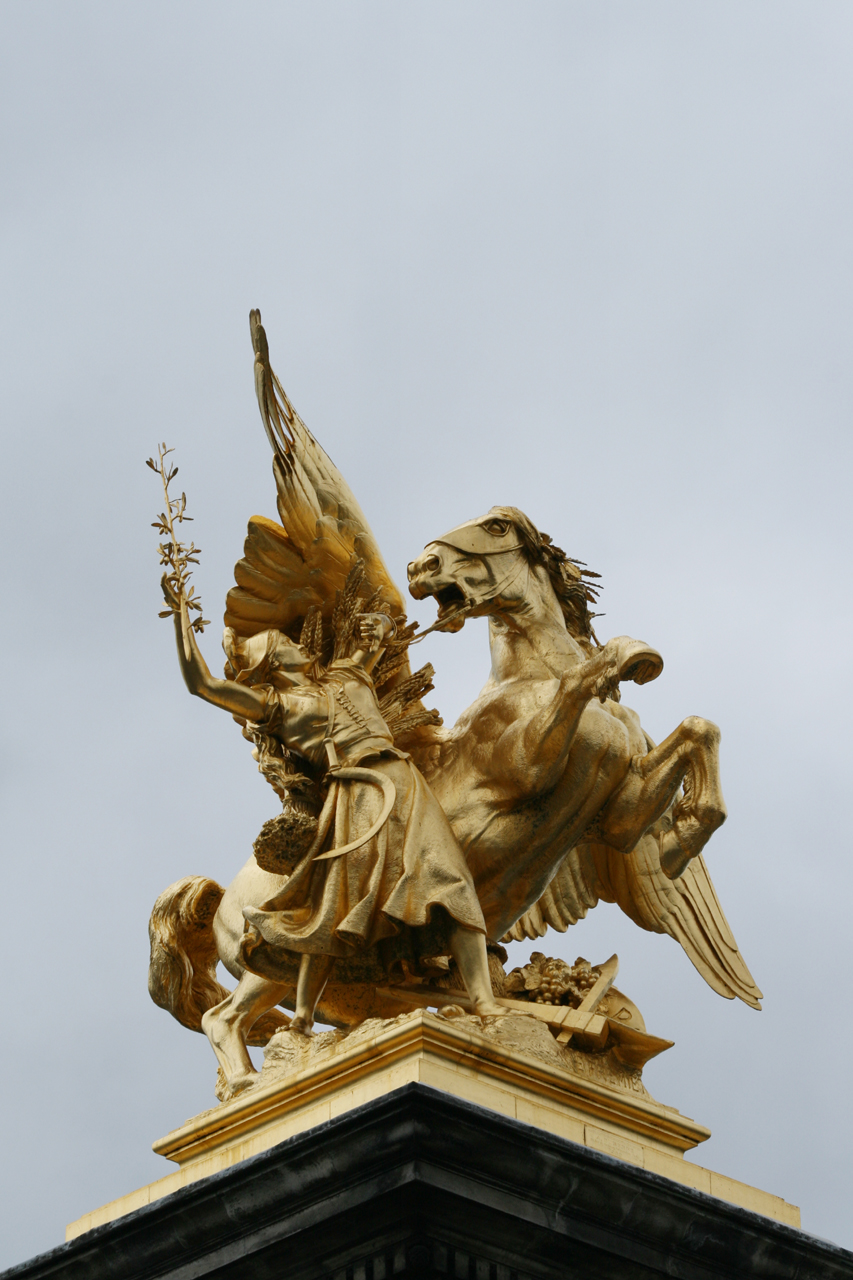
La renommée de l'agriculture par Emmanuel Frémiet, sur le pont Alexandre-III à Paris.

Quatre statues associent également la Renommée à Pégase sur les quatre piliers du pont Alexandre-III.

### Peinture
Le regain d'intérêt général pour la mythologie grecque durant la Renaissance permet de voir Pégase en scène sur un grand nombre de tableaux inspirés des récits mythologiques.
Un tableau représente l'arrivée de Pégase dans l'Olympe, trois nymphes en prennent soin, la première le baignant, la seconde le caressant, la troisième tenant un vase pour l'arroser d'eau.

#### Le mythe de Persée et Andromède en peinture
L'épisode mythologique de Persée délivrant Andromède, qui pouvait être facilement rapproché du symbolisme chrétien, est très fréquent en peinture durant la Renaissance.
Plusieurs tableaux exploitent ainsi la même mise en scène que l'un des premiers attestés, celui de Cavalier d'Arpin : Andromède figure dans la partie droite du tableau, le monstre marin est en bas à gauche, Persée et Pégase arrivent par l'angle en haut à gauche. Les peintres prennent beaucoup de libertés avec les textes originaux, et Pégase peut être d'apparence ou de couleur variées : alezan, gris, bai ou encore pie

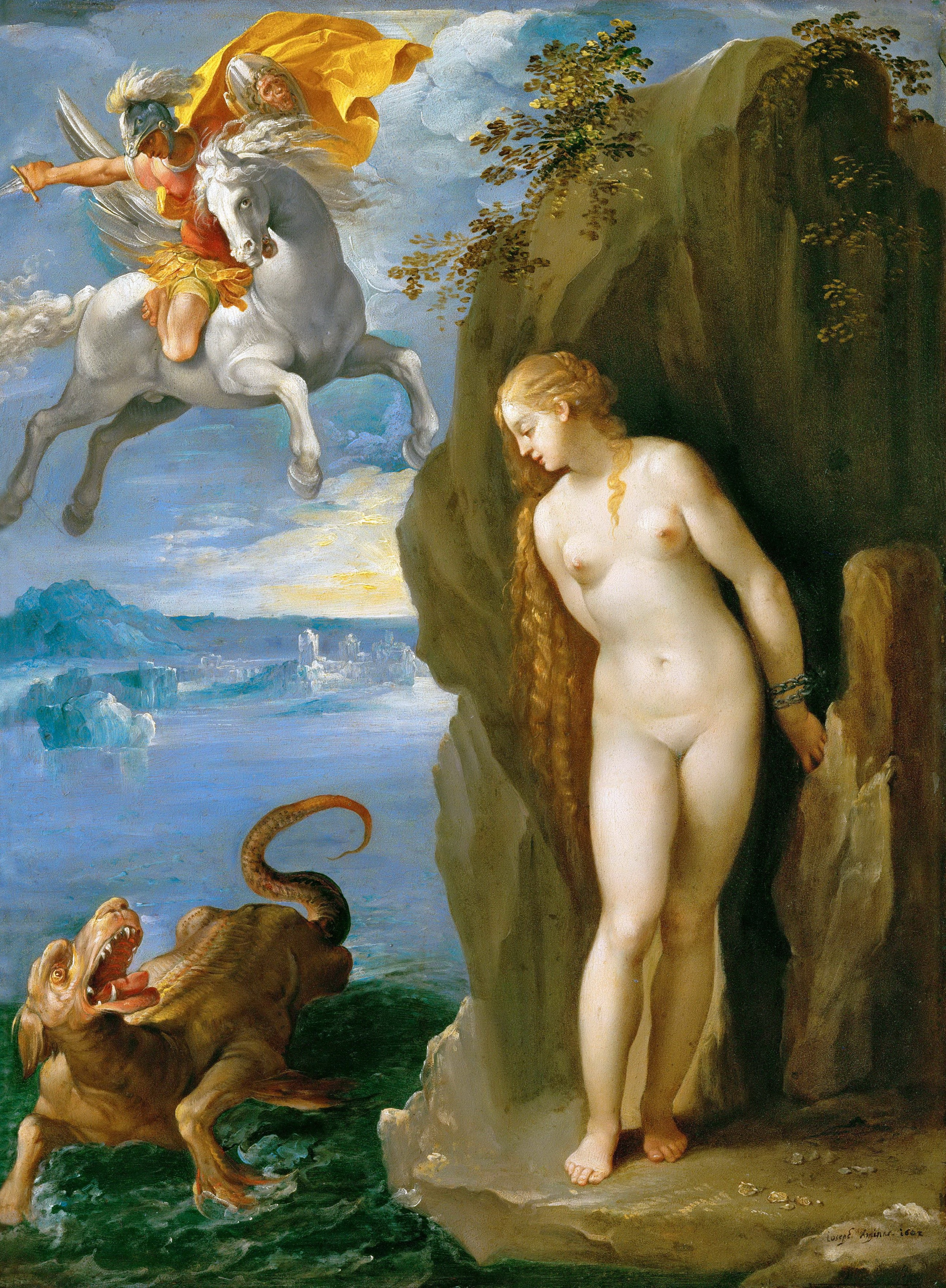
Andromède enchaînée du Cavalier d'Arpin, 1594-1598. Pégase y est blanc.
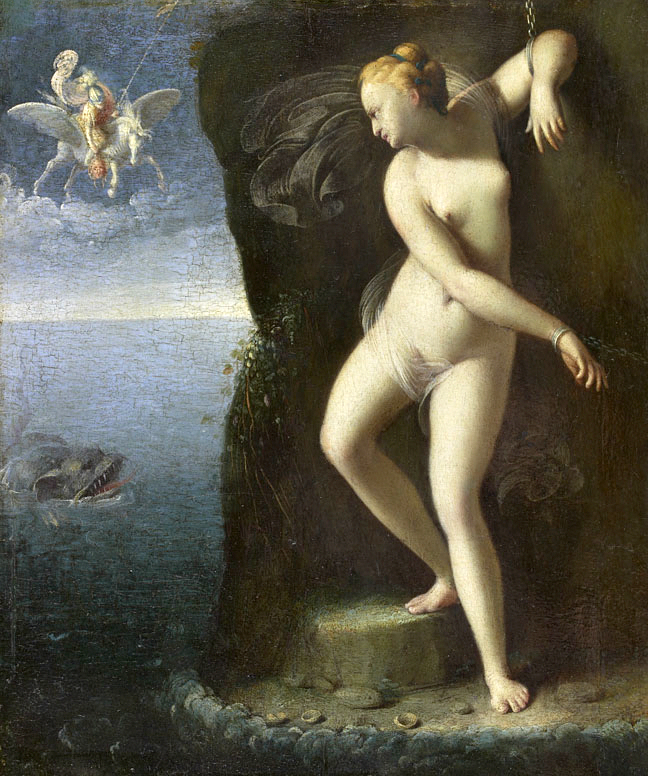
Andromède attachée par Carlo Saraceni, 1600. Pégase est blanc.
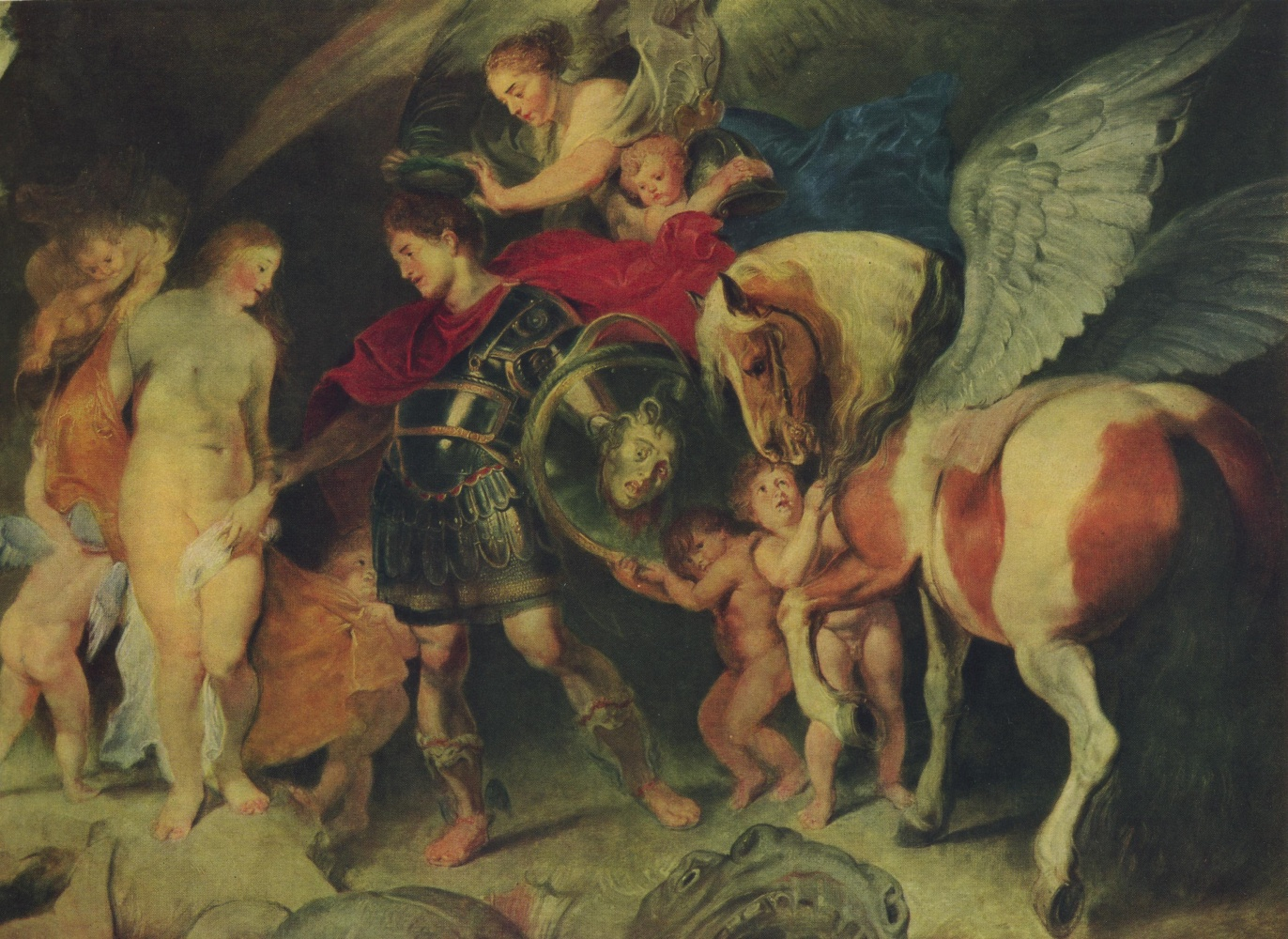
Persée et Andromède de Rubens, 1620-1621. Pégase est pie, sa morphologie est proche des chevaux espagnols.
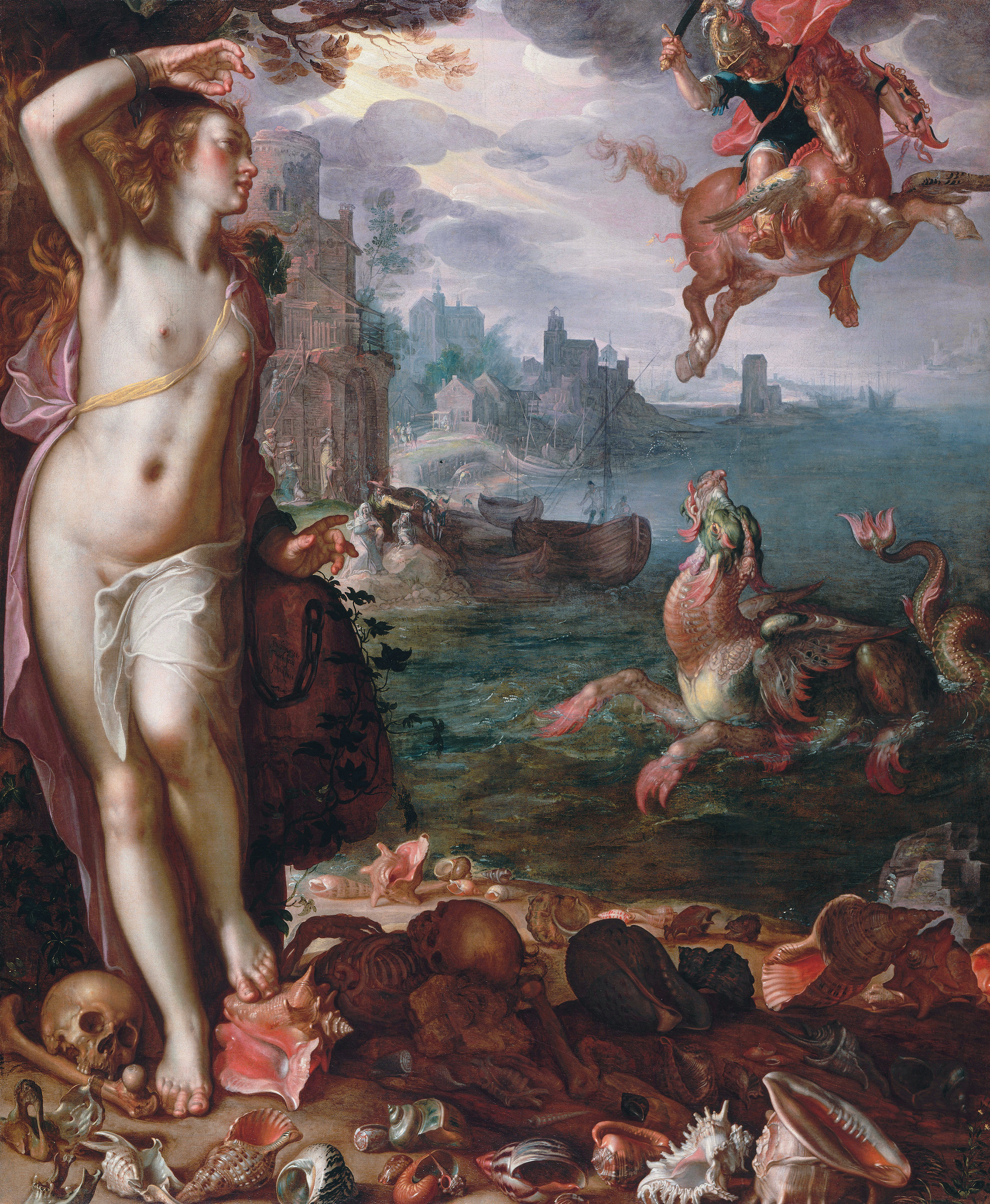
Persée secourant Andromède par Joachim Wtewael, 1611. Pégase est alezan, avec de très petites ailes.
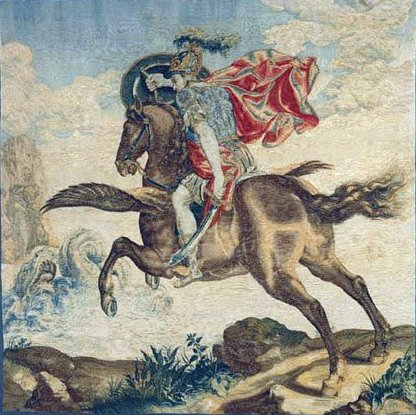
Persée et Andromède par Francis Cleyn 1635-1645. Pégase est de couleur baie.
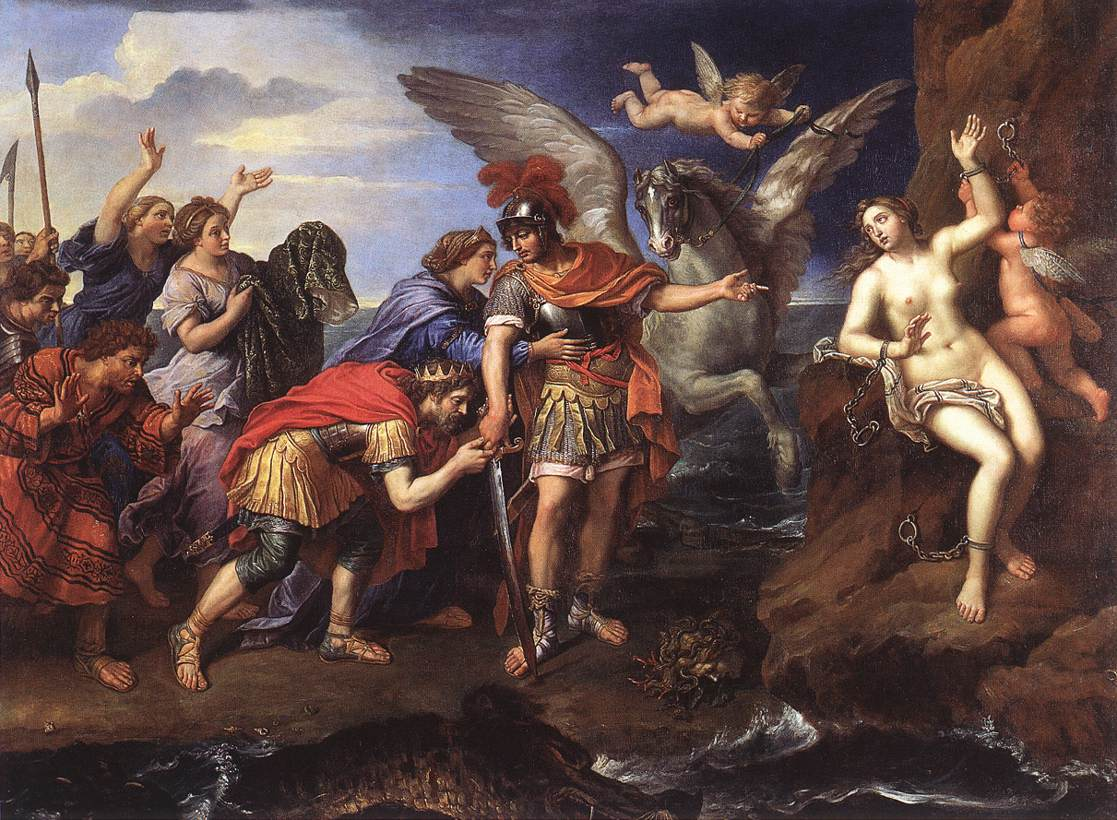
La délivrance d'Andromède de Pierre Mignard, 1679. Pégase est gris.

L'association entre Persée et Pégase lors de la délivrance d'Andromède n'existe pourtant ni dans les textes fondateurs, ni dans l'art antique. En effet, selon Pindare, Persée, après avoir contribué par le meurtre de Méduse à la naissance de Pégase et de Chrysaor, s'enfuit des sources de l'Océan grâce aux sandales ailées qu'Athéna lui avait offert. Les multiples représentations de Persée chevauchant Pégase dans les tableaux des peintres de la Renaissance seraient donc des erreurs.
Il existe toutefois des interprétations du mythe de Pégase, postérieures aux textes mythologiques, où Athéna dompte Pégase et en fait don au héros Persée qui s'envole alors en Éthiopie pour secourir Andromède livrée à la colère d'un monstre marin,, qui s'appuient sur le qualificatif de « dompteur de chevaux » que le pseudo-Hésiode attribue à Persée, ouvrages de vulgarisation et études existent pour certifier que Pégase fut bien la monture de Persée,. On peut mettre cette légende postérieure où Persée délivre Andromède sur le dos de Pégase en parallèle ainsi que ses représentations en parallèle avec celle de Saint Georges terrassant le dragon sur un cheval blanc dans la symbolique chrétienne, ainsi qu'avec celle de Roger chevauchant l’hippogriffe et terrassant un monstre marin pour délivrer Angélique dans le Roland furieux.

## DuXXesiècleà l'époque actuelle
Le peintre ésotérique Odilon Redon a représenté Pégase plusieurs fois, vers 1900. Pablo Picasso a utilisé la figure de Pégase dans ses textes et toiles, notamment dans Le rideau de scène de parade, où Pégase figure parmi des artistes de cirque et pose la tête sur un petit cheval. Il est interprété par Michel Leiris comme le passage « de la rosse qui fait rire au coursier qui fait rêver », lorsque le rideau se lève, et inversement lorsqu'il retombe.

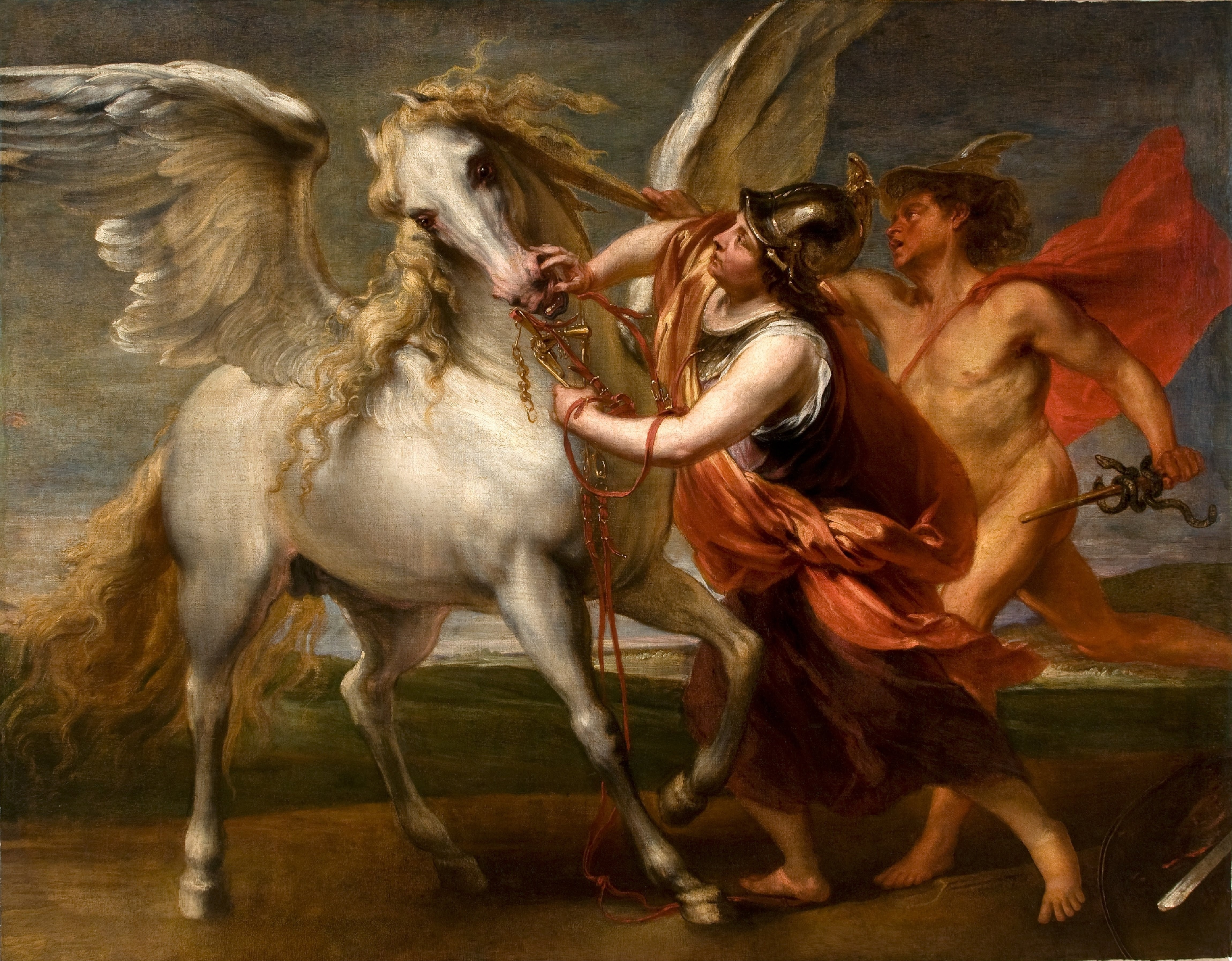
Pegaso de Jan Boeckhorst, 1821.
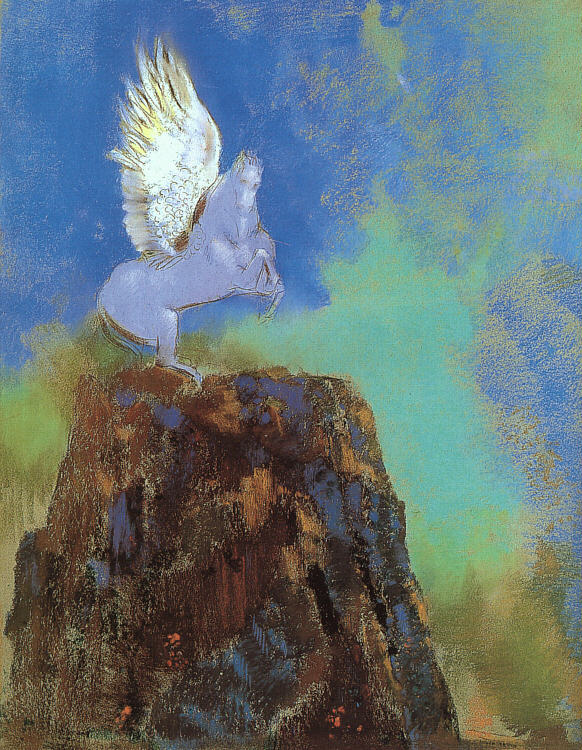
Pégase par Odilon Redon, 1900.

À partir des années 1970, Pégase devient une créature du jeu de rôle et rejoint le manuel des monstres de Donjons et Dragons. De nombreux dessins inspirés de la fantasy et du féerique circulent, notamment sur Internet. L'attribut de Pégase, les ailes, est souvent mélangé à celui de la licorne, la corne, pour donner un cheval ailé et cornu. Boris Vallejo figure parmi les artistes fantasy qui font des représentations de Pégase.